# Elecciones presidenciales de Ecuador de 1933
Las elecciones presidenciales de Ecuador de 1933 fue el proceso electoral el cual tuvo por objetivo la elección de un nuevo Presidente Constitucional de la República del Ecuador. 

## Antecedentes
Fueron convocadas las elecciones por parte de Abelardo Montalvo, encargado del poder ejecutivo, luego de triunfar el proceso de destitución del presidente Juan de Dios Martínez Mera por fraude electoral para el período presidencial 1934-1938.
Se realizaron entre el 14 y 15 de diciembre de 1933, bajo la Constitución de 1929.

## Desarrollo
Participaron en las elecciones presidenciales de 1933 José María Velasco Ibarra con apoyo del Partido Conservador Ecuatoriano, el capitán Colón Eloy Alfaro por el partido oficialista liberal, Ricardo Paredes por el Partido Comunista del Ecuador, y Carlos Zambrano Orejuela por el Partido Socialista Ecuatoriano.
Triunfó Velasco Ibarra con 51.248 votos, seguido de Carlos Zambrano que obtuvo 10.895, Colón Eloy Alfaro que obtuvo 943 votos, Ricardo Paredes con 696 y otras personas con 147 votos.
José María Velasco Ibarra ganó la presidencia por primera vez asumiendo el cargo el 1 de septiembre de 1934.

## Candidatos y resultados
Velasco Ibarra se convirtió en el primer presidente electo de una alianza electoral.
| Partido | Partido                                       | Presidente                | Cargos importantes                          | Votos  | %     |
| ------- | --------------------------------------------- | ------------------------- | ------------------------------------------- | ------ | ----- |
|         | Independiente Partido Conservador Ecuatoriano | José María Velasco Ibarra | Presidente de la Cámara de Diputados (1932) | 51.248 | 80.2% |
|         | Partido Socialista Ecuatoriano                | Carlos Zambrano Orejuela  | Ministro de Gobierno (1932)                 | 10.895 | 17.0% |
|         | Partido Liberal Radical Ecuatoriano           | Colón Eloy Alfaro Paredes | Capitán del Ejército Ecuatoriano            | 943    | 1.5%  |
|         | Partido Comunista del Ecuador                 | Ricardo Paredes Romero    | Fundador del Partido Comunista del Ecuador  | 696    | 1.2%  |
| Otros   | Otros                                         | Otros                     | Otros                                       | 147    | 0.1%  |

Fuente:

## Elecciones presidenciales de 1935
Después del derrocamiento del presidente José María Velasco Ibarra en agosto de 1935, se encargó del poder ejecutivo el ministro de Gobierno Antonio Pons, quien según la constitución política de la época, convocó a elecciones inmediatamente para noviembre del mismo año. Durante la campaña electoral, el candidato conservador Alejandro Ponce Borja se posicionó como el claro favorito para ganar la contienda, resultado de la división del liberalismo al haber dos candidaturas de la tendencia. Antonio Pons, quién se negó a realizar fraude electoral, decidió entregar el poder político al ejército para evitar una guerra civil ante el futuro triunfo conservador.

### Candidatos
| Partido       | Partido                                                                                           | Presidente                      | Cargos importantes                               |
| ------------- | ------------------------------------------------------------------------------------------------- | ------------------------------- | ------------------------------------------------ |
|               | Partido Conservador Ecuatoriano                                                                   | Alejandro Ponce Borja           | Ministro de Relaciones Exteriores (1934 - 1935)  |
|               | Partido Liberal Radical Ecuatoriano                                                               | Carlos Alberto Arroyo del Río   | Presidente de la Cámara del Senado (1935)        |
|               | Concentración de las Izquierdas: - Partido Socialista Ecuatoriano - Partido Comunista del Ecuador | Luis Larrea Alba                | Presidente Encargado de la República (1931)      |
| Independiente | Independiente                                                                                     | José Vicente Trujillo Gutiérrez | Presidente de la Cámara del Senado (1933 - 1934) |

Fuente: